# Thomas Kingos Kirke

Thomas Kingos Kirke er kirken i Thomas Kingos Sogn i Odense.

## Eksterne kilder og henvisninger
- Wikimedia Commons har flere filer relateret til Thomas Kingos Kirke
- Thomas Kingos Kirke hos KortTilKirken.dk
- Thomas Kingos Kirke hos danmarkskirker.natmus.dk (Danmarks Kirker, Nationalmuseet)